# Irena Zbieć
Irena Inga Zbieć (ur. 15 marca 1929 w Warszawie, zm. 22 października 2006 w Szczecinie) – polska profesor nauk rolniczych w zakresie agronomii i deszczowania roślin.
Studiowała w Akademii Medycznej w Gdańsku, otrzymując dyplom magistra farmacji (1948). Pracowała tam w latach 1946–1955, a w kolejnych pięciu latach – w Akademii Medycznej w Szczecinie. W 1960 przeniosła się do Wyższej Szkoły Rolniczej w Szczecinie, gdzie przeszła przez wszystkie szczeble kariery akademickiej od stanowiska asystenta do profesora zwyczajnego. Stopień naukowy doktora nauk rolniczych otrzymała w 1968, a doktora habilitowanego – 1985. Tytuł profesora nadano Jej w 1995 i od tego czasu pracowała na stanowisku profesora zwyczajnego w Zakładzie Produkcji Roślinnej i Nawadniania. W latach 1978-1995 czterokrotnie przebywała na Uniwersytecie w Massachusetts w USA, prowadząc badania naukowe w Laboratorium Biologii Eksperymentalnej kierowanym przez Roberta Devlina. Opublikowała 390 prac, w tym 3 książki. Wypromowała 3 doktorów.
Została pochowana na Cmentarzu Centralnym w Szczecinie w kwaterze 53A/5/11A.

## Wybrane publikacje
- Badania możliwości stosowania norflurazonu do zwalczania Agropyron repens (L.). II. Wrażliwość niektórych roślin uprawnych na norflurazon. „Acta Agrobot.” 1978, 31, 1-2, 47-60 (wsp. Stanisław Karczmarczyk)[5]
- The use of post‐luminescence decay and fluorescence emission to detect initial herbicide toxicity. „Weed Res.” 1981, 21, 3-4, s. 133-136 (wsp. Robert M. Devlin, Antoni Murkowski, Stanisław Karczmarczyk)[6]
- Influence of irrigation and methanol on physiological processes and yield of small bean (Vicia faba minor L.) and sugar beet (Beta vulgaris var. Saccharifera). Acta Hortic. 2007, 729, s. 397-401 (wsp. Stanisław Karczmarczyk, Cezary Podsiadło)[7]

## Odznaczenia[3]
- Złoty Krzyż Zasługi
- Złota Odznaka Gryfa Pomorskiego
- Medal Komisji Edukacji Narodowej